# Isohypsibius neoundulatus
Isohypsibius neoundulatus är en djurart som tillhör fylumet trögkrypare, och som först beskrevs av Durante Pasa och Walter Maucci 1975.  Isohypsibius neoundulatus ingår i släktet Isohypsibius och familjen Hypsibiidae. Arten är reproducerande i Sverige. Inga underarter finns listade i Catalogue of Life.